# Julia Sarr

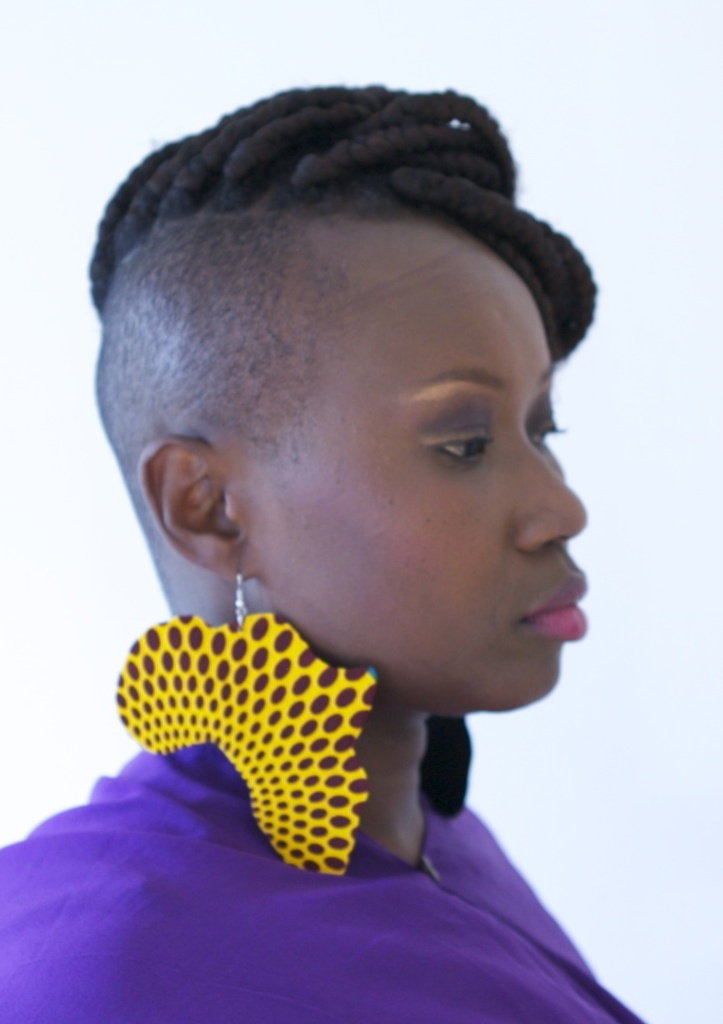
2018

Julia Sarr là một người Mezzo-soprano sinh ra ở Dakar (Sénégal) từ dân tộc Serer. Là một trong những giọng ca được tìm kiếm nhiều nhất, cô đã làm việc với một số nghệ sĩ nổi tiếng trong những năm qua bao gồm Youssou N'Dour, Lokua Kanza và Patrice Larose.

## Sự nghiệp
Julia bắt đầu sự nghiệp ca hát của cô dựa trên Tây Phi ‘s polyrhythmic chữ ký bắt nguồn từ di sản Serer cô  với Fela Kuti (Fela Anikulapo Kuti) vốn là một người Nigeria nhạc sĩ đa nhạc cụ và nhà soạn nhạc cũng như nhà tiên phong của âm nhạc Afrobeat.
Julia trở thành một trong những giọng ca được yêu thích nhất ở Paris, nơi cô đã sống hơn hai mươi năm làm việc với các nghệ sĩ như Jean-Jacques Goldman, Michel Fugain, MC Solaar, Julio Iglesias và ca sĩ nổi tiếng người Senen Youssou N'Dour.
Trong nhiều năm, Julia Sarr đã chia sẻ sân khấu và phòng thu với ca sĩ, nhạc sĩ, nghệ sĩ guitar và nhà sản xuất người Congo, Lokua Kanza. Cô cũng đã làm việc với Jean-Claude Petit (nhà soạn nhạc và cải biên tiếng Pháp) hát trong a cappella điểm số của mình cho phim Lumumba của Raoul Peck (2010) với sự tham gia Eriq Ebouaney.
Sau khi nuôi dưỡng khát vọng độc tấu và sáng tác nhạc của mình trong nhiều năm, Julia đã hợp tác với Patrice Larose, một tay guitar người Pháp yêu thích flamenco, người mà cô đã phát hành một album có tựa đề "Set Luna"  (trên nhãn No Format! Và Universal Jazz ở Châu Âu và trên nhãn cửa hàng Sunnyside Records ở Hoa Kỳ). "Set Luna", từ ngôn ngữ Wolof dịch thành "Vì vậy, tôi đã quan sát" mà họ đã biểu diễn ở Hoa Kỳ tại Hội trường Carnegie vào ngày 24 tháng 10 năm 2005 để đánh giá tuyệt vời. 